# Каменецкий 173-й пехотный полк
173-й пехотный Каменецкий полк — пехотная воинская часть Русской императорской армии.

## Формирование
- 17.01.1811 г. — сформирован Каменец-Подольский внутренний губернский полубатальон.
- 27.03.1811 г. — Каменец-Подольский внутренний губернский батальон.
- 14.07.1816 г. — Каменец-Подольский внутренний гарнизонный батальон.
- 13.08.1864 г. — Каменец-Подольский губернский батальон.
- 26.08.1874 г. — Каменец-Подольская Местная команда, в военное время формирует Местный батальон.
- 15.11.1876 г. — Каменец-Подольский Местный батальон, развернут в связи с военным временем.
- 01.11.1878 г. — 46-й резервный пехотный батальон (кадровый).
- 31.12.1888 г. — переформирован в полк в составе 2-х батальонов, назван 46-м резервным пехотным полком (ПВВ, № 289 от 1888 г.).
- 25.03.1891 г. — 169-й пехотный резервный Каменецкий полк.
- 1.04.1891 г. — переформирован в 3 батальона.
- 22.04.1893 г. — 186-й пехотный резервный Каменецкий полк.
- 1.01.1898 г. — переформирован в 4 батальона и назван 173-м пехотным Каменецким полком.

## Знаки отличия
1. Знамя простое, без надписи. Пожаловано 28.03.1880 г. (Выс. грамота)
2. Знамя простое с надписью: «1811-1911». С Александровской юбилейной лентой (Выс. грамота от 27.03.1911 г.)

## Командиры
- 02.04.1874—12.09.1874 — полковник Тимченко-Островерхов, Николай Лукич
- 11.12.1884[1] — хх.хх.1891 — полковник Сржедзинский, Николай Фёдорович
- 20.11.1891 — 22.01.1894 — полковник Михаэль Николай Иванович
- 26.01.1894 — 20.05.1895 — полковник Бейнарт, Константин Францевич
- 24.05.1895 — 17.01.1901 — полковник Щит-Немирович, Антон Антонович
- 05.03.1901 — 30.05.1904 — полковник Погорецкий, Сергей Тимофеевич
- 01.06.1904 — 01.07.1905 — полковник Субрисев, Владимир Васильевич
- 01.07.1905 — 06.04.1906 — полковник Горбов, Владимир Александрович
- 16.05.1906 — 08.07.1908 — полковник Кикин, Константин Сергеевич
- 09.08.1908 — 30.12.1908 — полковник Онацевич, Владимир Павлович
- 19.01.1909 — 27.09.1909[2] — полковник Дорогокупля, Антон Емельянович
- 07.11.1909 — 16.10.1913 — полковник Лялин, Александр Михайлович
- 16.10.1913 — 11.05.1915[3] — полковник (с 23.04.1915 генерал-майор) Подымов, Александр Александрович
- 23.06.1915 — 05.09.1916 — полковник (с 02.06.1916 генерал-майор) Кулешин, Степан Иванович
- 30.09.1916 — xx.xx.1917 — полковник Левис, Владимир Эдуардович

### Участие в боевых действиях
Полк — активный участник Наревской операции 10-20 июля 1915 г. В сентябре 1916 г. выдержал мощную газовую атаку германцев.

## Известные люди, связанные с полком
1. Яновский, Александр Яковлевич — (1913—1916), младший офицер, командир роты, в чине штабс-капитана. Впоследствии, советский военачальник, генерал-майор[8].